# Artesia (Mississippi)
Artesia é uma cidade  localizada no estado americano de Mississippi, no Condado de Lowndes.

## Demografia
Segundo o censo americano de 2000, a sua população era de 498 habitantes. 
Em 2006, foi estimada uma população de 482, um decréscimo de 16 (-3.2%).

## Geografia
De acordo com o United States Census Bureau tem uma área de 
1,9 km², dos quais 1,9 km² cobertos por terra e 0,0 km² cobertos por água. Artesia localiza-se a aproximadamente 70 m acima do nível do mar.

## Localidades na vizinhança
O diagrama seguinte representa as localidades num raio de 24 km ao redor de Artesia. 